# فيليب غومون
فيليب غومون (بالفرنسية: Philippe Gaumont)‏ مواليد 22 فبراير 1973 في أميان - الوفاة 17 مايو 2013 في أراس، كان دراج فرنسي في صنف سباق الدراجات على الطريق. سبق أن شارك في دورة الألعاب الأولمبية الصيفية.

## الميداليات
| الميدالية | المسابقة                       |
| --------- | ------------------------------ |
| برونزية   | الألعاب الأولمبية الصيفية 1992 |

## روابط خارجية
- فيليب غومون على موقع أرشيف الدراجات (الإنجليزية)
- فيليب غومون على موقع إحصائيات الدراجات الإحترافية (الإنجليزية)
- فيليب غومون على موقع نسبة الدراجات (الإنجليزية)
- فيليب غومون على موقع CycleBase (الإنجليزية)
- فيليب غومون على موقع أوليمبيديا (الإنجليزية)